# Guépratte (F714)
La fragata Guépratte (F714) es una de las cinco fragatas de la clase La Fayette de la Marine nationale (Francia). Fue puesta en gradas en 1993, botada en 1998 y asignada en 2001.

## Construcción y características
Fue construida por DCN en Lorient, Francia; fue puesta en gradas en 1993, botada en 1998 y asignada en 2001.